# Римавска Собота
 Тази статия е за града в Словакия.  За окръга вижте Римавска Собота (окръг).  
Римавска Собота (на словашки: Rimavská Sobota) е град в южна Словакия, административен център на окръг Римавска Собота в Банскобистришки край. Населението му е 24 010 души (по приблизителна оценка от декември 2017 г.).
Разположен е в долината на река Римава в южната част на Вътрешните Западни Карпати, на 75 km югоизточно от Банска Бистрица и на 18 km от границата с Унгария. Селището е известно от 1268 година, когато е част от територията на Унгария. През 1919 година влиза в състава на Чехословакия, но през 1938 – 1944 година отново е в Унгария, а от 1992 година – в самостоятелна Словакия. Днес около 35% от жителите на града са етнически унгарци.